# Фаняно Кастело
Фаня̀но Кастѐло (на италиански: Fagnano Castello) е малко градче и община в Южна Италия, провинция Козенца, регион Калабрия. Разположено е на 516 m надморска височина. Населението на общината е 3957 души (към 2012 г.).